# Chặng đua MotoGP San Marino
Chặng đua MotoGP San Marino và Rimini Riviera (tên chính thức là Gran Premio di San Marino e della Riviera di Rimini) là một chặng đua thuộc giải đua xe MotoGP được tổ chức ở trường đua Misano World Circuit-Marco Simoncelli. Chặng đua này bao gồm bốn thể thức là MotoGP, Moto2, Moto3 và MotoE.

## Lịch sử
Chặng đua được tổ chức lần đầu vào năm 1981 với tên gọi là Chặng đua MotoGP San Marino. Cho đến năm 1987, chặng đua được tổ chức luân phiên ở các trường đua Imola, Mugello và Misano.
Đầu thập kỷ 1990, chặng đua được tổ chức 2 lần vào các năm 1991 và 1993, đều ở trường đua Mugello.
Từ năm 2007 đến nay, chặng đua trở lại lịch thi đấu MotoGP hàng năm, được đổi tên thành chặng đua MotoGP San Marino và Rimini Riviera, và luôn được tổ chức ở trường đua Misano.
Năm 2010: Tay đua người Nhật Bản Shoya Tomizawa tử nạn ở cuộc đua thể thức Moto2.
Tính đến hết năm 2020, tay đua có nhiều lần chiến thắng nhất là Marc Marquez với tổng cộng 6 chiến thắng, lần gần đây nhất là hồi năm 2019.
Năm 2020: Tay đua chiến thắng thể thức MotoGP là Franco Morbidelli, đây là chiến thắng thể thức MotoGP đầu tiên của Morbidelli.

## Kết quả theo năm
| Năm  | Trường đua | MotoE          | MotoE    | MotoE          | MotoE    | Moto3          | Moto3 | Moto2             | Moto2 | MotoGP            | MotoGP | Chi tiết |
| Năm  | Trường đua | Race 1         | Race 1   | Race 2         | Race 2   | Moto3          | Moto3 | Moto2             | Moto2 | MotoGP            | MotoGP | Chi tiết |
| Năm  | Trường đua | Tay đua        | Xe       | Tay đua        | Xe       | Tay đua        | Xe    | Tay đua           | Xe    | Tay đua           | Xe     | Chi tiết |
| ---- | ---------- | -------------- | -------- | -------------- | -------- | -------------- | ----- | ----------------- | ----- | ----------------- | ------ | -------- |
| 2020 | Misano     | Matteo Ferrari | Energica | —              | —        | John McPhee    | Honda | Luca Marini       | Kalex | Franco Morbidelli | Yamaha | Chi tiết |
| 2019 | Misano     | Matteo Ferrari | Energica | Matteo Ferrari | Energica | Tatsuki Suzuki | Honda | Augusto Fernández | Kalex | Marc Márquez      | Honda  | Report   |

| Năm  | Trường đua | Moto3               | Moto3   | Moto2               | Moto2    | MotoGP           | MotoGP | Chi tiết |
| Năm  | Trường đua | Tay đua             | Xe      | Tay đua             | Xe       | Tay đua          | Xe     | Chi tiết |
| ---- | ---------- | ------------------- | ------- | ------------------- | -------- | ---------------- | ------ | -------- |
| 2018 | Misano     | Lorenzo Dalla Porta | Honda   | Francesco Bagnaia   | Kalex    | Andrea Dovizioso | Ducati | Report   |
| 2017 | Misano     | Romano Fenati       | Honda   | Thomas Lüthi        | Kalex    | Marc Márquez     | Honda  | Report   |
| 2016 | Misano     | Brad Binder         | KTM     | Lorenzo Baldassarri | Kalex    | Dani Pedrosa     | Honda  | Report   |
| 2015 | Misano     | Enea Bastianini     | Honda   | Johann Zarco        | Kalex    | Marc Márquez     | Honda  | Report   |
| 2014 | Misano     | Álex Rins           | Honda   | Esteve Rabat        | Kalex    | Valentino Rossi  | Yamaha | Report   |
| 2013 | Misano     | Álex Rins           | KTM     | Pol Espargaró       | Kalex    | Jorge Lorenzo    | Yamaha | Report   |
| 2012 | Misano     | Sandro Cortese      | KTM     | Marc Márquez        | Suter    | Jorge Lorenzo    | Yamaha | Report   |
| Năm  | Trường đua | 125cc               | 125cc   | Moto2               | Moto2    | MotoGP           | MotoGP | Chi tiết |
| Năm  | Trường đua | Tay đua             | Xe      | Tay đua             | Xe       | Tay đua          | Xe     | Chi tiết |
| 2011 | Misano     | Nicolás Terol       | Aprilia | Marc Márquez        | Suter    | Jorge Lorenzo    | Yamaha | Report   |
| 2010 | Misano     | Marc Márquez        | Derbi   | Toni Elías          | Moriwaki | Dani Pedrosa     | Honda  | Report   |
| Năm  | Trường đua | 125cc               | 125cc   | 250cc               | 250cc    | MotoGP           | MotoGP | Chi tiết |
| Năm  | Trường đua | Tay đua             | Xe      | Tay đua             | Xe       | Tay đua          | Xe     | Chi tiết |
| 2009 | Misano     | Julián Simón        | Aprilia | Héctor Barberá      | Honda    | Valentino Rossi  | Yamaha | Report   |
| 2008 | Misano     | Gábor Talmácsi      | Aprilia | Álvaro Bautista     | Aprilia  | Valentino Rossi  | Yamaha | Report   |
| 2007 | Misano     | Mattia Pasini       | Aprilia | Jorge Lorenzo       | Aprilia  | Casey Stoner     | Ducati | Report   |
| Năm  | Trường đua | 125cc               | 125cc   | 250cc               | 250cc    | 500cc            | 500cc  | Chi tiết |
| Năm  | Trường đua | Tay đua             | Xe      | Tay đua             | Xe       | Tay đua          | Xe     | Chi tiết |
| 1993 | Mugello    | Dirk Raudies        | Honda   | Loris Capirossi     | Honda    | Michael Doohan   | Honda  | Report   |
| 1991 | Mugello    | Peter Öttl          | Rotax   | Luca Cadalora       | Honda    | Wayne Rainey     | Yamaha | Report   |

| Năm  | Trường đua | 80cc               | 80cc    | 125cc           | 125cc   | 250cc          | 250cc         | 500cc         | 500cc  | Chi tiết |
| Năm  | Trường đua | Tay đua            | Xe      | Tay đua         | Xe      | Tay đua        | Xe            | Tay đua       | Xe     | Chi tiết |
| ---- | ---------- | ------------------ | ------- | --------------- | ------- | -------------- | ------------- | ------------- | ------ | -------- |
| 1987 | Misano     | Manuel Herreros    | Derbi   | Fausto Gresini  | Garelli | Loris Reggiani | Aprilia-Rotax | Randy Mamola  | Yamaha | Report   |
| 1986 | Misano     | Pier Paolo Bianchi | Seel    | August Auinger  | MBA     | Tadahiko Taira | Yamaha        | Eddie Lawson  | Yamaha | Report   |
| 1985 | Misano     | Jorge Martínez     | Derbi   | Fausto Gresini  | Garelli | Carlos Lavado  | Yamaha        | Eddie Lawson  | Yamaha | Report   |
| 1984 | Mugello    | Gerhard Waibel     | Real    | Maurizio Vitali | MBA     | Manfred Herweh | Real-Rotax    | Randy Mamola  | Honda  | Report   |
| Năm  | Trường đua | 50cc               | 50cc    | 125cc           | 125cc   | 250cc          | 250cc         | 500cc         | 500cc  | Chi tiết |
| Năm  | Trường đua | Tay đua            | Xe      | Tay đua         | Xe      | Tay đua        | Xe            | Tay đua       | Xe     | Chi tiết |
| 1983 | Imola      | Ricardo Tormo      | Garelli | Maurizio Vitali | MBA     |                |               | Kenny Roberts | Yamaha | Report   |

| Năm  | Trường đua | 50cc              | 50cc    | 125cc          | 125cc     | 250cc      | 250cc    | 350cc   | 350cc | 500cc             | 500cc  | Chi tiết |
| Năm  | Trường đua | Tay đua           | Xe      | Tay đua        | Xe        | Tay đua    | Xe       | Tay đua | Xe    | Tay đua           | Xe     | Chi tiết |
| ---- | ---------- | ----------------- | ------- | -------------- | --------- | ---------- | -------- | ------- | ----- | ----------------- | ------ | -------- |
| 1982 | Mugello    | Eugenio Lazzarini | Garelli |                |           | Anton Mang | Kawasaki |         |       | Freddie Spencer   | Honda  | Report   |
| 1981 | Imola      | Ricardo Tormo     | Bultaco | Loris Reggiani | Minarelli | Anton Mang | Kawasaki |         |       | Marco Lucchinelli | Suzuki | Report   |